# Bryn Seward
Die Steinreihe von Bryn Seward steht südöstlich von Fairbourne, bei Barmouth in Gwynedd in Wales. Sie befinden sich neben dem alten Pfad, der als Ffordd Ddu bekannt ist. 

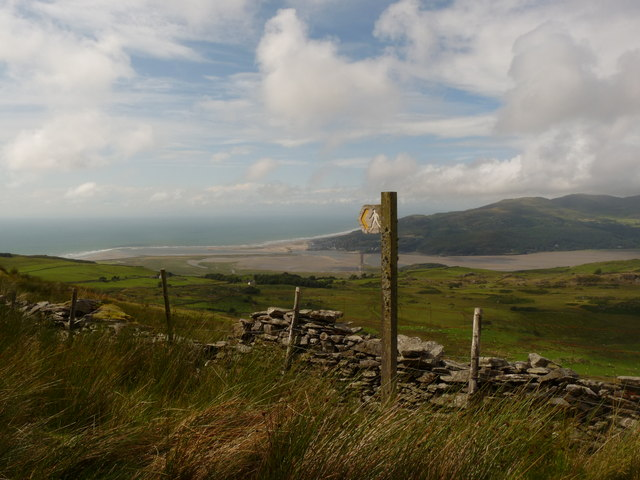
Alter Pfad westlich von Ffordd Ddu

Bryn Seward umfasst neben der Steinreihe eine Reihe von Cairns und ein Feldsystem. Die Steine der Reihe stammen vermutlich aus der Bronzezeit und wurden in eine wahrscheinlich nachmittelalterliche Feldmauer integriert. In den 1970er Jahren wurde von der Ordnance Survey empfohlen, dass es vier Steine gibt, und obwohl diese Ansicht vielfach bestätigt wurde, scheint es keine definitive Quintessenz hinsichtlich der Anzahl der Steine zu geben, die die Gruppe bilden – da sie in die Feldmauer integriert sind. Einige der größeren Steine an der Basis der Wand könnten Teil der ursprünglichen Reihe sein. 
Auf Karten sind sie als vier Steine markiert, zwei vor dem Zaun und zwei im Osten in Richtung Wald. Diese beiden Steine sind die offensichtlichsten Mitglieder der Reihe. In der Feldmauer steht ein großer Stein mit den richtigen Proportionen. 
In der Nähe liegen der Cairn von Bedd-y-brenin und die Steinreihe Waun Oer (auch Cold Moorland oder Ynys Faig Meini genannt).